# Lahaina noon

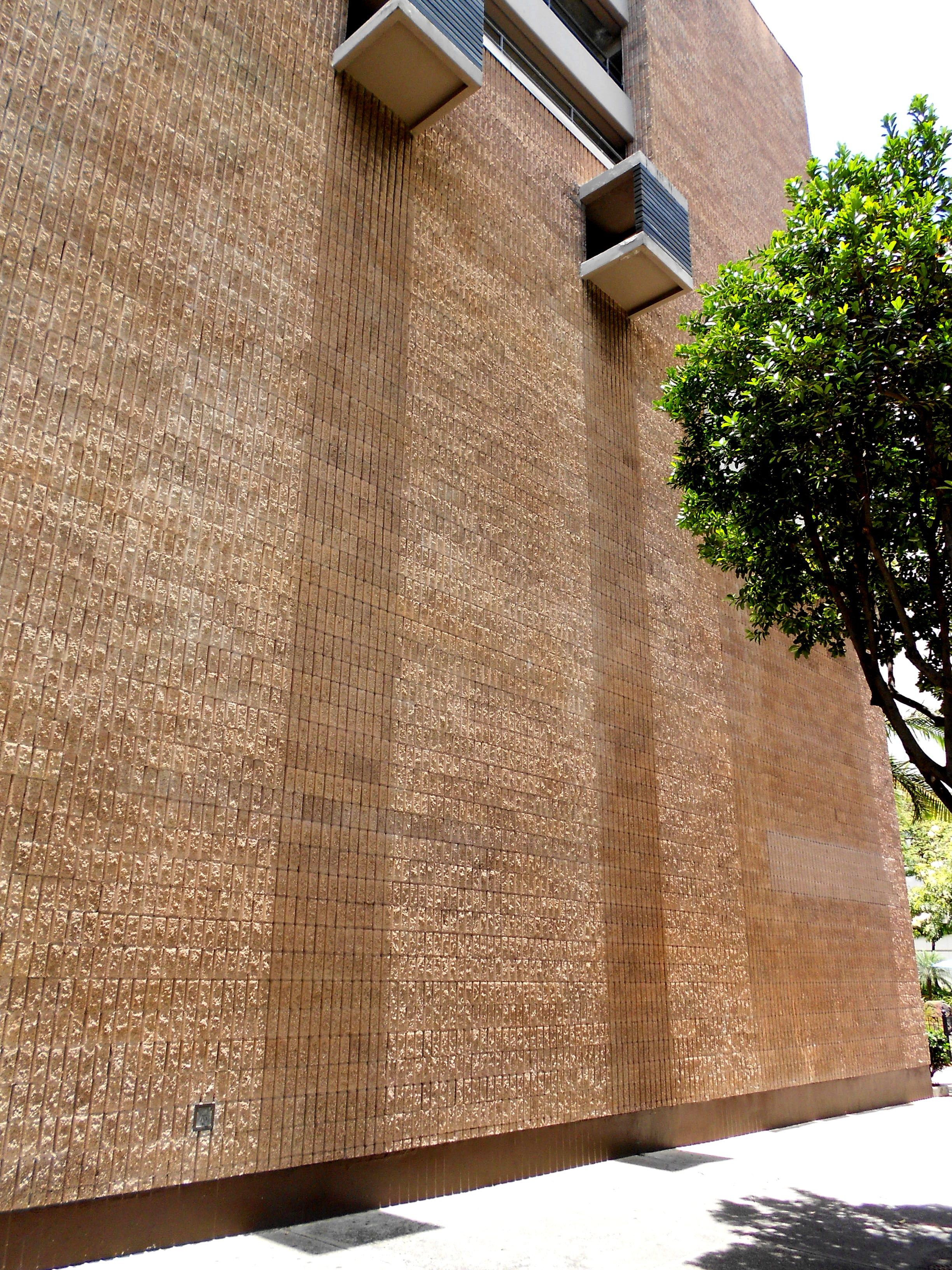
Lahaina noon en, Honolulu, Hawái

El Lāhainā noon (mediodía Lāhainā en inglés, y a su vez, del hawaiano Lā, sol; y hainā, cruel) es un fenómeno solar tropical localizado en Hawái (Estados Unidos), que se produce cuando el Sol culmina en el cenit al mediodía solar, y pasa directamente sobre su cabeza (por encima del punto subsolar). El término Lāhainā Noon fue acuñado por el Bishop Museum en Hawái y solo se usa a nivel local.

## Detalles
El punto subsolar viaja a través de los trópicos. Hawái es el único estado de EE. UU. en los trópicos y, por lo tanto, el único que experimenta el Lāhainā Noon. El resto de los estados reconocen el solsticio de verano como el evento cuando los rayos del sol están más cerca directamente sobre la cabeza. 
Hawái y otros lugares entre el Trópico de Cáncer y el Trópico de Capricornio reciben los rayos directos del sol a medida como la trayectoria aparente del sol que pasa por encima antes y después del solsticio de verano. 
El Lāhainā Noon puede ocurrir en cualquier momento entre las 12:16 y las 12:43 p. m. hora estándar de Hawái-Aleutian. En ese momento, los objetos que están en posición vertical (astas de bandera, postes de teléfono, etc.) no proyectan sombras. Los puntos más al sur de Hawái experimentan el Lāhainā Noon en momentos diferentes a las partes del norte. 
Elegida en un concurso patrocinado por el Museo Bishop en la década de 1990, Lāhainā Noon fue la denominación seleccionada porque lā hainā (el antiguo nombre de Lāhainā, Hawái) significa "sol cruel" en la lengua hawaiana. El antiguo nombre hawaiano para el evento fue kau ka lā i ka lolo, que se traduce como "el sol descansa sobre el cerebro".

## En la cultura popular
El evento suele estar cubierto por los medios de Hawái.
Suele haber actividades asociadas con el evento. El fenómeno ocurre en historias, incluyendo "Lāhainā Noon" de Eric Paul Shaffer (Leaping Dog, 2005), que ganó el premio del libro Ka Palapala Po'okela a la Excelencia en "Aloha from beyond Hawai'i".